# Право на неповредивост стана
Неповредивост стана једно је од основних личних права човека и грађанина које штити интимност приватног и породичног живота, кућни мир и домицил сваког човека. Због тога је неповредивост стана нераскидиво везана за неприкосновеност личности, слободу и сигурност човека. Неповредивост стана улази у традиционални корпус негативних слобода. Према домашају овог права, стан је неповредив не само за органе јавне власти, него и за сва трећа лица која нису његови корисници.

## Неповредивост стана у Уставу Србије
Полазећи од тога да је стан неповредив, Устав (члан 40) прописује да нико не може без писмене одлуке суда ући у туђи стан или друге просторије против воље њиховог држаоца, нити у њима вршити претрес. Држалац стана има право да сам или преко свог заступника и уз још два пунолетна сведока присуствује претресању стана. Ако држалац стана или његов заступник нису присутни, претрес је допуштен у присуству два пунолетна сведока. Улазак у туђи стан дозвољен без одлуке суда, а претрес се може изузетно обавити без присуства два сведока, ако је то неопходно ради непосредног лишења слободе учиниоца кривичног дела или отклањања непосредне и озбиљне опасности. У том случају законом се предвиђа начин уласка у стан и вршење претреса.

## Европска конвенција
- Европска конвенција гарантује неповредивост стана у оквиру збирног права на поштовање приватног и породичног живота. Свако има право на поштовање свог приватног и породичног живота, дома и преписке. Јавне власти неће се мешати и у вршење овог права сем ако то није у складу са законом и неопходно у демократском животу и у интерсу националне безбедности или економске добробити земље, ради спречавања нереда или криминала, заштите здравља или морала, или ради заштите права и слобода других.